# Élections cantonales de 1925 dans la Somme
Les élections cantonales françaises de 1925 ont eu lieu le 19 et le 29 juillet 1925.

## Contexte départemental

### Assemblée départementale sortante
Avant les élections, le conseil général de la Somme est présidé par Louis-Lucien Klotz (PRRRS), à la tête du département depuis 1919. Il comprend 41 conseillers généraux issus des 41 cantons de la Somme. 20 d'entre eux sont renouvelables lors de ces élections.
| Parti                                           | Sigle | Sigle | Élus |
| ----------------------------------------------- | ----- | ----- | ---- |
| Centre-gauche (21 sièges)                       |       |       |      |
| Parti républicain radical et radical-socialiste |       | PRRRS | 19   |
| Parti républicain-socialiste                    |       | PRS   | 1    |
| Parti socialiste français                       |       | PSF   | 1    |
| Centre-droit (11 sièges)                        |       |       |      |
| Parti républicain démocratique et social        |       | PRDS  | 9    |
| Radicaux indépendants                           |       | RI    | 2    |
| Droite (8 sièges)                               |       |       |      |
| Fédération républicaine                         |       | FR    | 8    |
| Gauche (1 siège)                                |       |       |      |
| Section française de l'Internationale ouvrière  |       | SFIO  | 1    |
| Président du conseil général                    |       |       |      |
| Louis-Lucien Klotz (PRRRS)                      |       |       |      |

## Conseil général élu
| Canton             | Conseiller sortant             | Étiquette | Candidat élu                   | Étiquette |
| ------------------ | ------------------------------ | --------- | ------------------------------ | --------- |
| Abbeville-Sud      | Achille Delacroix              | PRRRS     | Achille Delacroix              | PRRRS     |
| Acheux-en-Amiénois | Emile Pérot                    | PRRRS     | Emile Pérot                    | PRRRS     |
| Albert             | Abel Pifre *                   | FR        | Emile Leturcq                  | PRRRS     |
| Amiens-Nord-Ouest  | Louis Dutilloy                 | SFIO      | Prosper Francq                 | PRRRS     |
| Amiens-Sud-Est     | Aristide Lequai                | FR        | Adrien Dupuis                  | SFIO      |
| Ault               | Adéodat Gilson                 | PRRRS     | Adéodat Gilson                 | PRRRS     |
| Chaulnes           | Eugène Boinet                  | PRDS      | Eugène Boinet                  | PRDS      |
| Conty              | Alexis de l'Épine              | FR        | Alexis de l'Épine              | FR        |
| Corbie             | Raoul Lemaire *                | PRS       | Jean Masse                     | PRDS      |
| Crécy-en-Ponthieu  | Joseph Thuillier               | FR        | Jean Coache                    | PRDS      |
| Domart-en-Ponthieu | Anatole Jovelet                | PRRRS     | Anatole Jovelet                | PRRRS     |
| Hallencourt        | Roger Colart                   | PRRRS     | Roger Colart                   | PRRRS     |
| Ham                | Auguste Rougé                  | PRRRS     | Auguste Rougé                  | PRRRS     |
| Hornoy-le-Bourg    | Georges Manchion               | PRDS      | Georges Manchion               | PRDS      |
| Molliens-Vidame    | Edmond Cavillon                | RI        | Edmond Cavillon                | RI        |
| Montdidier         | Joseph de Villeneuve-Bargemont | PRDS      | Joseph de Villeneuve-Bargemont | PRDS      |
| Moreuil            | Arthur Quillet                 | PRRRS     | Arthur Quillet                 | PRRRS     |
| Moyenneville       | Gustave Lecul                  | PRRRS     | Gustave Lecul                  | PRRRS     |
| Péronne            | Charles Boulanger              | PRRRS     | Charles Boulanger              | PRRRS     |
| Rue                | Anatole Gosselin *             | PRDS      | Ernest Dumont                  | FR        |

*Conseillers généraux sortants ne se représentant pas
¹ Siège vacant à la suite du décès d'Achille Delacroix le 9 juillet 1931.

### Élus
| Partis              | Partis                                          | Conseillers sortants | Conseillers élus | Évolution     |
| ------------------- | ----------------------------------------------- | -------------------- | ---------------- | ------------- |
|                     | Parti républicain radical et radical-socialiste | 9                    | 11               | 2             |
|                     | Parti républicain-socialiste                    | 1                    | 0                | 1             |
| Total Centre-gauche | Total Centre-gauche                             | 10                   | 11               | 1             |
|                     | Parti républicain démocratique et social        | 4                    | 5                | 1             |
|                     | Radicaux indépendants                           | 1                    | 1                | en stagnation |
| Total Centre-droit  | Total Centre-droit                              | 5                    | 6                | 1             |
|                     | Fédération républicaine                         | 4                    | 2                | 2             |
| Total Droite        | Total Droite                                    | 4                    | 2                | 2             |
|                     | Section française de l'Internationale ouvrière  | 1                    | 1                | en stagnation |
| Total Gauche        | Total Gauche                                    | 1                    | 1                | en stagnation |

### Groupes politiques
| Parti                                           | Sigle | Sigle | Élus |
| ----------------------------------------------- | ----- | ----- | ---- |
| Centre-gauche (22 sièges)                       |       |       |      |
| Parti républicain radical et radical-socialiste |       | PRRRS | 21   |
| Parti socialiste français                       |       | PSF   | 1    |
| Centre-droit (12 sièges)                        |       |       |      |
| Parti républicain démocratique et social        |       | PRDS  | 10   |
| Radicaux indépendants                           |       | RI    | 2    |
| Droite (6 sièges)                               |       |       |      |
| Fédération républicaine                         |       | FR    | 6    |
| Gauche (1 siège)                                |       |       |      |
| Section française de l'Internationale ouvrière  |       | SFIO  | 1    |
| Président du conseil général                    |       |       |      |
| Louis-Lucien Klotz (PRRRS)                      |       |       |      |

## Résultats par canton

### Canton d'Abbeville-Sud
|                | Achille Delacroix* | PRRRS          | 1 636 | 100,00 |  |  |
|                |                    |                |       |        |  |  |
| Inscrits       | Inscrits           | Inscrits       | 2 993 | 100,00 |  |  |
| Abstentions    | Abstentions        | Abstentions    | 1 192 | 39,83  |  |  |
| Votants        | Votants            | Votants        | 1 801 | 60,17  |  |  |
| Blancs et nuls | Blancs et nuls     | Blancs et nuls | 165   | 9,16   |  |  |
| Exprimés       | Exprimés           | Exprimés       | 1 636 | 90,84  |  |  |

*sortant

### Canton d'Acheux-en-Amiénois
|                | Emile Pérot*    | PRRRS          | 1 141 | 53,24  |  |  |
|                | Charles Corbier | PRRRS diss.    | 1 002 | 46,76  |  |  |
|                |                 |                |       |        |  |  |
| Inscrits       | Inscrits        | Inscrits       | 2 562 | 100,00 |  |  |
| Abstentions    | Abstentions     | Abstentions    | 308   | 12,02  |  |  |
| Votants        | Votants         | Votants        | 2 254 | 87,98  |  |  |
| Blancs et nuls | Blancs et nuls  | Blancs et nuls | 111   | 4,92   |  |  |
| Exprimés       | Exprimés        | Exprimés       | 2 143 | 95,08  |  |  |

*sortant

### Canton d'Albert
|                | Emile Leturcq  | PRRRS          | 2 077 | 100,00 |  |  |
|                |                |                |       |        |  |  |
| Inscrits       | Inscrits       | Inscrits       | 4 009 | 100,00 |  |  |
| Abstentions    | Abstentions    | Abstentions    | 1 750 | 43,65  |  |  |
| Votants        | Votants        | Votants        | 2 259 | 56,35  |  |  |
| Blancs et nuls | Blancs et nuls | Blancs et nuls | 182   | 8,06   |  |  |
| Exprimés       | Exprimés       | Exprimés       | 2 077 | 91,94  |  |  |

*sortant

### Canton d'Amiens-Nord-Ouest
| Candidats      | Candidats      | Étiquette      | Premier tour | Premier tour |
| Candidats      | Candidats      | Étiquette      | Voix         | %            |
| -------------- | -------------- | -------------- | ------------ | ------------ |
|                | Prosper Francq | PRRRS          | 1 407        | 58,43        |
|                | Alexis Mailly  | SFIO           | 836          | 34,72        |
|                | Maurice Mazier | PC-SFIC        | 165          | 6,85         |
|                |                |                |              |              |
| Inscrits       | Inscrits       | Inscrits       | 4 531        | 100,00       |
| Abstentions    | Abstentions    | Abstentions    | 2 121        | 46,81        |
| Votants        | Votants        | Votants        | 2 410        | 53,19        |
| Blancs et nuls | Blancs et nuls | Blancs et nuls | 2            | 0,08         |
| Exprimés       | Exprimés       | Exprimés       | 2 408        | 99,92        |

*sortant

### Canton d'Amiens-Sud-Est
| Candidats      | Candidats         | Étiquette      | Premier tour | Premier tour | Second tour | Second tour |
| Candidats      | Candidats         | Étiquette      | Voix         | %            | Voix        | %           |
| -------------- | ----------------- | -------------- | ------------ | ------------ | ----------- | ----------- |
|                | Aristide Lequai*  | FR             | 1 862        | 38,83        | 2 288       | 45,44       |
|                | Adrien Dupuis     | SFIO           | 1 710        | 35,66        | 2 747       | 54,56       |
|                | Edouard Chasserez | PSF            | 850          | 17,73        | Retrait     | Retrait     |
|                | Adolphe Hooge     | PC-SFIC        | 373          | 7,78         |             |             |
|                |                   |                |              |              |             |             |
| Inscrits       | Inscrits          | Inscrits       | 9 601        | 100,00       | 9 601       | 100,00      |
| Abstentions    | Abstentions       | Abstentions    | 4 636        | 48,29        | 4 478       | 46,64       |
| Votants        | Votants           | Votants        | 4 965        | 51,71        | 5 123       | 53,36       |
| Blancs et nuls | Blancs et nuls    | Blancs et nuls | 170          | 3,42         | 88          | 1,72        |
| Exprimés       | Exprimés          | Exprimés       | 4 795        | 96,58        | 5 035       | 98,28       |

*sortant

### Canton d'Ault
|                | Adéodat Gilson* | PRRRS          | 2 541 | 100,00 |  |  |
|                |                 |                |       |        |  |  |
| Inscrits       | Inscrits        | Inscrits       | 5 142 | 100,00 |  |  |
| Abstentions    | Abstentions     | Abstentions    | 2 325 | 45,22  |  |  |
| Votants        | Votants         | Votants        | 2 817 | 54,78  |  |  |
| Blancs et nuls | Blancs et nuls  | Blancs et nuls | 276   | 9,80   |  |  |
| Exprimés       | Exprimés        | Exprimés       | 2 541 | 90,20  |  |  |

*sortant

### Canton de Chaulnes
|                | Eugène Boinet* | PRDS           | 1 280 | 100,00 |  |  |
|                |                |                |       |        |  |  |
| Inscrits       | Inscrits       | Inscrits       | 1 934 | 100,00 |  |  |
| Abstentions    | Abstentions    | Abstentions    | 571   | 29,52  |  |  |
| Votants        | Votants        | Votants        | 1 363 | 70,48  |  |  |
| Blancs et nuls | Blancs et nuls | Blancs et nuls | 83    | 6,09   |  |  |
| Exprimés       | Exprimés       | Exprimés       | 1 280 | 93,91  |  |  |

*sortant

### Canton de Conty
|                | Alexis de l'Épine* | FR             | 1 340 | 100,00 |  |  |
|                |                    |                |       |        |  |  |
| Inscrits       | Inscrits           | Inscrits       | 2 220 | 100,00 |  |  |
| Abstentions    | Abstentions        | Abstentions    | 555   | 25,00  |  |  |
| Votants        | Votants            | Votants        | 1 665 | 75,00  |  |  |
| Blancs et nuls | Blancs et nuls     | Blancs et nuls | 325   | 19,52  |  |  |
| Exprimés       | Exprimés           | Exprimés       | 1 340 | 80,48  |  |  |

*sortant

### Canton de Corbie
|                | Jean Masse*    | PRDS           | 2 583 | 100,00 |  |  |
|                |                |                |       |        |  |  |
| Inscrits       | Inscrits       | Inscrits       | 5 287 | 100,00 |  |  |
| Abstentions    | Abstentions    | Abstentions    | 2 448 | 46,30  |  |  |
| Votants        | Votants        | Votants        | 2 839 | 53,70  |  |  |
| Blancs et nuls | Blancs et nuls | Blancs et nuls | 256   | 9,02   |  |  |
| Exprimés       | Exprimés       | Exprimés       | 2 583 | 90,98  |  |  |

*sortant

### Canton de Crécy-en-Ponthieu
| Candidats      | Candidats         | Étiquette      | Premier tour | Premier tour | Deuxième tour | Deuxième tour |
| Candidats      | Candidats         | Étiquette      | Voix         | %            | Voix          | %             |
| -------------- | ----------------- | -------------- | ------------ | ------------ | ------------- | ------------- |
|                | Joseph Thuillier* | FR             | 880          | 40,53        | 998           | 46,44         |
|                | Adrien Leconte    | PRDS           | 648          | 29,85        | Retrait       | Retrait       |
|                | Jean Coache       | PRDS           | 643          | 29,62        | 1 151         | 53,56         |
|                |                   |                |              |              |               |               |
| Inscrits       | Inscrits          | Inscrits       | 2 483        | 100,00       | 2 483         | 100,00        |
| Abstentions    | Abstentions       | Abstentions    | 285          | 11,48        | 311           | 12,53         |
| Votants        | Votants           | Votants        | 2 198        | 88,52        | 2 172         | 87,47         |
| Blancs et nuls | Blancs et nuls    | Blancs et nuls | 27           | 1,23         | 23            | 1,06          |
| Exprimés       | Exprimés          | Exprimés       | 2 171        | 98,77        | 2 149         | 98,94         |

*sortant

### Canton de Domart-en-Ponthieu
|                | Anatole Jovelet* | PRRRS          | 2 358 | 85,51  |  |  |
|                | M. Guillouard    | PC-SFIC        | 390   | 14,19  |  |  |
|                |                  |                |       |        |  |  |
| Inscrits       | Inscrits         | Inscrits       | 3 575 | 100,00 |  |  |
| Abstentions    | Abstentions      | Abstentions    | 736   | 20,59  |  |  |
| Votants        | Votants          | Votants        | 2 839 | 79,41  |  |  |
| Blancs et nuls | Blancs et nuls   | Blancs et nuls | 91    | 3,21   |  |  |
| Exprimés       | Exprimés         | Exprimés       | 2 748 | 96,79  |  |  |

*sortant

### Canton d'Hallencourt
|                | Roger Colart*  | PRRRS          | 1 882 | 100,00 |  |  |
|                |                |                |       |        |  |  |
| Inscrits       | Inscrits       | Inscrits       | 2 778 | 100,00 |  |  |
| Abstentions    | Abstentions    | Abstentions    | 687   | 24,73  |  |  |
| Votants        | Votants        | Votants        | 2 091 | 75,27  |  |  |
| Blancs et nuls | Blancs et nuls | Blancs et nuls | 209   | 10,00  |  |  |
| Exprimés       | Exprimés       | Exprimés       | 1 882 | 90,00  |  |  |

*sortant

### Canton de Ham
|                | Auguste Rougé* | PRRRS          | 1 969 | 100,00 |  |  |
|                |                |                |       |        |  |  |
| Inscrits       | Inscrits       | Inscrits       | 3 022 | 100,00 |  |  |
| Abstentions    | Abstentions    | Abstentions    | 955   | 31,60  |  |  |
| Votants        | Votants        | Votants        | 2 067 | 68,40  |  |  |
| Blancs et nuls | Blancs et nuls | Blancs et nuls | 98    | 4,74   |  |  |
| Exprimés       | Exprimés       | Exprimés       | 1 969 | 95,26  |  |  |

*sortant

### Canton de Hornoy-le-Bourg
|                | Georges Manchion* | PRDS           | 1 399 | 100,00 |  |  |
|                |                   |                |       |        |  |  |
| Inscrits       | Inscrits          | Inscrits       | 1 847 | 100,00 |  |  |
| Abstentions    | Abstentions       | Abstentions    | 362   | 19,60  |  |  |
| Votants        | Votants           | Votants        | 1 485 | 80,40  |  |  |
| Blancs et nuls | Blancs et nuls    | Blancs et nuls | 86    | 5,79   |  |  |
| Exprimés       | Exprimés          | Exprimés       | 1 399 | 94,21  |  |  |

*sortant

### Canton de Molliens-Vidame
|                | Edmond Cavillon* | RI             | 1 910 | 100,00 |  |  |
|                |                  |                |       |        |  |  |
| Inscrits       | Inscrits         | Inscrits       | 2 474 | 100,00 |  |  |
| Abstentions    | Abstentions      | Abstentions    | 493   | 19,93  |  |  |
| Votants        | Votants          | Votants        | 1 981 | 80,07  |  |  |
| Blancs et nuls | Blancs et nuls   | Blancs et nuls | 71    | 3,58   |  |  |
| Exprimés       | Exprimés         | Exprimés       | 1 910 | 96,42  |  |  |

*sortant

### Canton de Montdidier
|                | Joseph de Villeneuve-Bargemont* | PRDS           | 1 642 | 74,53  |  |  |
|                | Etienne Gaspard                 | SFIO           | 561   | 25,47  |  |  |
|                |                                 |                |       |        |  |  |
| Inscrits       | Inscrits                        | Inscrits       | 3 133 | 100,00 |  |  |
| Abstentions    | Abstentions                     | Abstentions    | 864   | 27,58  |  |  |
| Votants        | Votants                         | Votants        | 2 269 | 72,42  |  |  |
| Blancs et nuls | Blancs et nuls                  | Blancs et nuls | 66    | 2,91   |  |  |
| Exprimés       | Exprimés                        | Exprimés       | 2 203 | 97,09  |  |  |

*sortant

### Canton de Moreuil
| Candidats      | Candidats       | Étiquette      | Premier tour | Premier tour | Deuxième tour | Deuxième tour |
| Candidats      | Candidats       | Étiquette      | Voix         | %            | Voix          | %             |
| -------------- | --------------- | -------------- | ------------ | ------------ | ------------- | ------------- |
|                | Arthur Quillet* | PRRRS          | 868          | 40,09        | 1 223         | 54,94         |
|                | René Cartier    | PRDS           | 738          | 34,09        | 1 003         | 45,06         |
|                | René Dequen     | PRDS           | 559          | 25,82        | Retrait       | Retrait       |
|                |                 |                |              |              |               |               |
| Inscrits       | Inscrits        | Inscrits       | 3 109        | 100,00       | 3 109         | 100,00        |
| Abstentions    | Abstentions     | Abstentions    | 898          | 28,88        | 854           | 27,47         |
| Votants        | Votants         | Votants        | 2 211        | 71,12        | 2 255         | 72,53         |
| Blancs et nuls | Blancs et nuls  | Blancs et nuls | 46           | 2,08         | 29            | 1,29          |
| Exprimés       | Exprimés        | Exprimés       | 2 165        | 97,92        | 2 226         | 98,71         |

*sortant

### Canton de Moyenneville
|                | Gustave Lecul* | PRRRS          | 1 857 | 100,00 |  |  |
|                |                |                |       |        |  |  |
| Inscrits       | Inscrits       | Inscrits       | 2 848 | 100,00 |  |  |
| Abstentions    | Abstentions    | Abstentions    | 664   | 23,31  |  |  |
| Votants        | Votants        | Votants        | 2 184 | 76,69  |  |  |
| Blancs et nuls | Blancs et nuls | Blancs et nuls | 327   | 14,97  |  |  |
| Exprimés       | Exprimés       | Exprimés       | 1 857 | 85,03  |  |  |

*sortant

### Canton de Péronne
|                | Charles Boulanger* | PRRRS          | 2 333 | 100,00 |  |  |
|                |                    |                |       |        |  |  |
| Inscrits       | Inscrits           | Inscrits       | 3 880 | 100,00 |  |  |
| Abstentions    | Abstentions        | Abstentions    | 1 347 | 34,72  |  |  |
| Votants        | Votants            | Votants        | 2 533 | 65,28  |  |  |
| Blancs et nuls | Blancs et nuls     | Blancs et nuls | 200   | 7,90   |  |  |
| Exprimés       | Exprimés           | Exprimés       | 2 333 | 92,10  |  |  |

*sortant

### Canton de Rue
|                | Ernest Dumont    | FR             | 1 584 | 61,09  |  |  |
|                | Eugène Béthouart | PRDS           | 533   | 20,55  |  |  |
|                | Albert Sombret   | RI             | 476   | 18,36  |  |  |
|                |                  |                |       |        |  |  |
| Inscrits       | Inscrits         | Inscrits       | 3 471 | 100,00 |  |  |
| Abstentions    | Abstentions      | Abstentions    | 844   | 24,32  |  |  |
| Votants        | Votants          | Votants        | 2 627 | 75,68  |  |  |
| Blancs et nuls | Blancs et nuls   | Blancs et nuls | 34    | 1,29   |  |  |
| Exprimés       | Exprimés         | Exprimés       | 2 593 | 98,71  |  |  |

*sortant